# Nils Elowsson
Nils Johan Elowsson (i riksdagen kallad Elowsson i Kristianstad), född 23 oktober 1890 i Östra Broby församling, Kristianstads län, död 25 oktober 1999 i Kristianstads Heliga Trefaldighets församling, Kristianstad, Skånes län, var en  svensk tidningsman och socialdemokratisk riksdagspolitiker.
Nils Elowsson var son till arbetaren Elof Rudolf Persson och dennes hustru Ingrid.
Utöver folkskola hade han studerat på korrespondens vid Hermods samt deltagit i  kurs vid Nordiska folkhögskolan i Genève.
Elowsson arbetade fram till 1917 som järnsvarvare vid Husqvarna vapenfabrik. Han blev sedan journalist inom arbetarpressen, först vid Smålands Folkblad i Jönköping och från 1924 vid tidningen Aurora i Ystad. Från 1933 fram till tidningens nedläggning 1957 var han chefredaktör och ansvarig utgivare av Kristianstads Läns-Demokraten i Kristianstad.
Medan han bodde i Huskvarna, Jönköping och Ystad tillhörde Elowsson stadsfullmäktige i dessa städer. Han blev sedan  ledamot av riksdagens första kammare 1940-1964, invald i Blekinge läns och Kristianstads läns valkrets.
Nils Elowsson hade ett starkt historiskt intresse. På äldre dagar skrev han två historiska romaner och en dokumentär skildring från Snapphanetiden, den första vid 89 års ålder. Han skrev vidare ett antal mindre skrifter till olika jubileer för arbetarrörelsens organisationer i Kristianstadtrakten samt artiklar i lokalhistoriska årsböcker.
Elowsson var vid god vigör vid mycket hög ålder. Han var en ofta anlitad föredragshållare. Det sista föredraget höll han 1997, vid 107 års ålder, och hans sista publikation om Skåne efter snapphanetiden, är från året efter.Vid sin död var han Sveriges äldsta man.
Nils Elowsson är gravsatt tillsammans med hustru, son och sonhustru i en familjegrav på Rödaleds begravningsplats, Kristianstad.